# (284029) Esplugafrancolí
(284029) Esplugafrancolí est un astéroïde de la ceinture principale.

## Description
(284029) Esplugafrancolí est un astéroïde de la ceinture principale. Il fut découvert le 10 décembre 2004 à Begues par José Manteca. Il présente une orbite caractérisée par un demi-grand axe de 3,09 UA, une excentricité de 0,09 et une inclinaison de 11,0° par rapport à l'écliptique.